# Postcards from Paradise
| Совокупная оценка | Совокупная оценка |
| Источник          | Оценка            |
| ----------------- | ----------------- |
| Metacritic        | 61/100            |
| Оценки критиков   |                   |
| Источник          | Оценка            |
| AllMusic          | [ 2 ]             |
| Blogcritics       | [ 3 ]             |
| Classic Rock      | 5/10              |
| PopMatters        | [ 5 ]             |
| Q                 | [ 6 ]             |
| Record Collector  | [ 7 ]             |
| Rolling Stone     | [ 8 ]             |
| Slant Magazine    | [ 9 ]             |

Postcards from Paradise — восемнадцатый студийный альбом Ринго Старра, выпущенный 31 марта 2015 года.
Первоначально альбом должен был получить название «Let Love Lead». Песня «Island in the Sun» была написана всеми нынешними участниками группы Старра — All-Starr Band. Продюсером альбома выступил сам Старр, а звукоинженером записи стал давний коллега Ринго — Джек Шугар. В записи приняли участие такие музыканты, как Ван Дайк Паркс, Дэйв Стюарт и Гари Барр.

## Выпуск и продвижение
Впервые название своего альбома Старр анонсировал в своём Твиттере в январе 2015 года. В марте 2015 года в интернете стали доступны синглы «Postcards from Paradise», «Right Side of the Road» и «Not Looking Back». 5 марта на Yahoo! был выложен видеоклип на песню «Postcards from Paradise». За неделю до официального релиза пластинки отдельными синглами с альбома были выпущены треки «Confirmation», «Bamboula» и «Touch and Go». Выпуск альбома состоялся за пять недель до включения Ринго Старра в Зал славы рок-н-ролла в качестве сольного исполнителя.

## Список композиций
| №   | Название                   | Автор(ы)                                                                         | Длительность |
| --- | -------------------------- | -------------------------------------------------------------------------------- | ------------ |
| 1.  | «Rory and the Hurricanes»  | Ричард Старки, Дэйв Стюарт                                                       | 4:09         |
| 2.  | «You Bring the Party Down» | Старки, Стив Люкатер                                                             | 3:41         |
| 3.  | «Bridges»                  | Старки, Джо Уолш                                                                 | 5:01         |
| 4.  | «Postcards from Paradise»  | Старки, Тодд Рандгрен                                                            | 5:18         |
| 5.  | «Right Side of the Road»   | Старки, Ричард Маркс                                                             | 3:12         |
| 6.  | «Not Looking Back»         | Старки, Маркс                                                                    | 3:50         |
| 7.  | «Bamboula»                 | Старки, Ван Дайк Паркс                                                           | 3:20         |
| 8.  | «Island in the Sun»        | Старки, Рандгрен, Ричард Пэйдж, Люкатер, Грэгг Роли, Уоррен Хэм, Грэгг Бисонетте | 4:02         |
| 9.  | «Touch and Go»             | Старки, Гари Барр.                                                               | 3:36         |
| 10. | «Confirmation»             | Старки, Глен Баллард                                                             | 3:37         |
| 11. | «Let Love Lead»            | Старки, Гари Николсон                                                            | 4:11         |

## Участники записи
Сведения взяты из буклета альбома.
- Ринго Старр — ведущий и бэк-вокалы, ударные, перкуссионные, клавишные, гитара
- Стив Люкатер — гитара, бэк-вокал
- Тодд Рандгрен — гитара, бэк-вокал
- Эми Кийз[англ.] — вокал
- Ван Дайк Паркс[англ.] — клавишные, аккордеон
- Грэгг Роли — клавишные
- Джо Уолш — гитара
- Бенмонт Тенч[англ.] — клавишные
- Уоррен Хэм[англ.] — саксофон, бэк-вокал
- Ричард Пэйдж[англ.] — бас-гитара, бэк-вокал
- Грэгг Биссонетте[англ.] — перкуссия, труба
- Ричард Маркс — клавишные
- Питер Фрэмптон — гитара
- Дэйв Стюарт — гитара
- Натан Ист — бас-гитара
- Глен Баллард — клавишные[13]

## Позиция в чартах
| Чарт (2015)                           | Позиция |
| ------------------------------------- | ------- |
| Бельгия/Фландрия (Ultratop)           | 146     |
| Бельгия/Валлония (Ultratop)           | 114     |
| Нидерланды (Album Top 100)            | 95      |
| Италия (Classifica album)             | 91      |
| Испания (PROMUSICAE)                  | 88      |
| США (Billboard 200)                   | 99      |
| США (Billboard Top Rock Albums)       | 21      |
| США (Billboard Top Tastemaker Albums) | 15      |
| UK (OCC)                              | 157     |